# Euchlaena marginata
Euchlaena marginata là một loài bướm đêm trong họ Geometridae.